# Федорук Михайло Петрович
Миха́йло Петро́вич Федору́к (рос. Михаил Петрович Федорук; нар. 18 лютого 1956, Дупленська, Коченевський район, Новосибірська область, РРФСР) — російський фізик. Доктор фізико-математичних наук (1999), професор, член-кореспондент (2016) та академік (2019) РАН.

## Біографічні відомості
У 1977—1982 роках навчався в Новосибірському державному університеті.
Закінчивши університет, у 1982—1985 роках навчався в аспірантурі Інституту теоретичної та прикладної механіки Сибірського відділення Академії наук СРСР.
1988 року захистив дисертацію на звання кандидата фізико-математичних наук — «Числове моделювання взаємодії безштовхувальних плазменних потоків на основі кінетико-гідродинамічної моделі».
1999 року захистив дисертацію на звання доктора фізико-математичних наук — «Дослідження колективних процесів у газорозрядній і твердотільній плазмах».
У 2012 році обраний ректором Новосибірського державного університету. У 2017 — призначений на цю посаду на другий термін.
Заступник директора з наукової роботи Інституту обчислювальних технологій Сибірського відділення Російської академії наук.

### Репутація
У 2022 році став одним із підписантів листа на підтримку війни проти України

## Санкції
З 9 червня 2022 року перебувати під персональними санкціями України.